# 2. ŽNL Dubrovačko-neretvanska 2018./19.
2. ŽNL Dubrovačko-neretvanska u sezoni 2018./19. predstavlja drugi stupanj županijske lige u Dubrovačko-neretvanskoj županiji, te ligu petog stupnja hrvatskog nogometnog prvenstva.
U ligi sudjeluje 7 klubova, koji igraju dvokružnu ligu (14 kola, 12 utakmica po klubu).
Ligu je osvojio "Maestral" iz Krvavaca.

## Sudionici
- Enkel – Popovići, Konavle
- Faraon – Trpanj
- Maestral – Krvavac, Kula Norinska
- Omladinac –  Lastovo
- Putniković – Putniković, Ston
- Rat – Kuna Pelješka, Orebić
- SOŠK 1919 – Ston

## Ljestvica
| Poz. | Momčad            | U  | P | N | I | G+ | G– | G+/– | Bod. | Nastavak natjecanja ili ispadanje |
| ---- | ----------------- | -- | - | - | - | -- | -- | ---- | ---- | --------------------------------- |
| 1.   | Maestral (P)      | 11 | 8 | 1 | 2 | 27 | 13 | +14  | 25   | 1. ŽNL                            |
| 2.   | Faraon            | 11 | 7 | 3 | 1 | 40 | 10 | +30  | 24   |                                   |
| 3.   | Putniković        | 11 | 7 | 1 | 3 | 25 | 19 | +6   | 22   |                                   |
| 4.   | Omladinac Lastovo | 11 | 3 | 1 | 7 | 21 | 24 | −3   | 10   |                                   |
| 5.   | Rat               | 11 | 3 | 1 | 7 | 9  | 30 | −21  | 10   |                                   |
| 6.   | Enkel             | 11 | 2 | 1 | 8 | 17 | 32 | −15  | 2    |                                   |
| 7.   | SOŠK 1919 Ston    | 6  | 2 | 0 | 4 | 11 | 22 | −11  | −4   | Odustao od natjecanja             |

1. ↑  5 bodova oduzeto od saveza.
2. ↑  10 bodova oduzeto od saveza.

## Rezultati
Raspored natjecanja:
 

Ažurirano: 30. svibnja 2019.  
| 1. kolo                            | 1. kolo  |
| ---------------------------------- | -------- |
| 21. listopada / 16. prosinca 2018. |          |
| Putniković – SOŠK 1919             | 3:0 p.f. |
| Omladinac – Rat                    | 1:1      |
| Enkel – Maestral                   | 0:3      |
| [ 6 ] [ 7 ]                        |          |

| 2. kolo                            | 2. kolo |
| ---------------------------------- | ------- |
| 28. listopada / 22. studenog 2018. |         |
| Rat – Enkel                        | 2:0     |
| SOŠK 1919 – Omladinac              | 2:1     |
| Faraon – Putniković                | 7:1     |
| [ 8 ] [ 9 ]                        |         |

| 3. kolo            | 3. kolo |
| ------------------ | ------- |
| 4. studenog 2018.  |         |
| Omladinac – Faraon | 2:3     |
| Enkel – SOŠK 1919  | 7:1     |
| Rat – Maestral     | 0:2     |
| [ 10 ]             |         |

| 4. kolo                | 4. kolo |
| ---------------------- | ------- |
| 11. studenog 2018.     |         |
| SOŠK 1919 – Maestral   | 2:3     |
| Faraon – Enkel         | 4:0     |
| Putniković – Omladinac | 4:1     |
| [ 11 ] [ 12 ]          |         |

| 5. kolo            | 5. kolo |
| ------------------ | ------- |
| 18. studenog 2018. |         |
| Enkel – Putniković | 2:4     |
| Faraon – Maestral  | 0:0     |
| Rat – SOŠK 1919    | 2:5     |
| [ 13 ]             |         |

| 6. kolo                               | 6. kolo  |
| ------------------------------------- | -------- |
| 25. studenog 2018. / 31. ožujka 2019. |          |
| Faraon – Rat                          | 7:0      |
| Putniković – Maestral                 | 1:3      |
| Omladinac – Enkel                     | 3:0 p.f. |
| [ 9 ] [ 14 ]                          |          |

| 7. kolo              | 7. kolo |
| -------------------- | ------- |
| 2. prosinca 2018.    |         |
| Omladinac – Maestral | 6:3     |
| Rat – Putniković     | 0:2     |
| SOŠK 1919 – Faraon   | 1:6     |
| [ 15 ]               |         |

| 8. kolo                | 8. kolo |
| ---------------------- | ------- |
| 7. travnja 2019.       |         |
| SOŠK 1919 – Putniković | 1:4     |
| Rat – Omladinac        | 2:1     |
| Maestral – Enkel       | 3:0     |
| [ 16 ] [ 17 ]          |         |

| 9. kolo               | 9. kolo |
| --------------------- | ------- |
| 14. travnja 2019.     |         |
| Enkel – Rat           | 3:0     |
| Omladinac – SOŠK 1919 |         |
| Putniković – Faraon   | 0:0     |
| [ 17 ]                |         |

| 10. kolo           | 10. kolo |
| ------------------ | -------- |
| 22. travnja 2019.  |          |
| Faraon – Omladinac | 2:0      |
| SOŠK 1919 – Enkel  |          |
| Maestral – Rat     | 0:1      |
| [ 18 ]             |          |

| 11. kolo               | 11. kolo |
| ---------------------- | -------- |
| 28. travnja 2019.      |          |
| Maestral – SOŠK 1919   |          |
| Enkel – Faraon         | 3:3      |
| Omladinac – Putniković | 1:2      |
| [ 19 ]                 |          |

| 12. kolo           | 12. kolo |
| ------------------ | -------- |
| 5. svibnja 2019.   |          |
| Putniković – Enkel | 4:1      |
| Maestral – Faraon  | 3:2      |
| SOŠK 1919 – Rat    |          |
| [ 20 ]             |          |

| 13. kolo              | 13. kolo |
| --------------------- | -------- |
| 12./26. svibnja 2019. |          |
| Rat – Faraon          | 0:6      |
| Maestral – Putniković | 3:1      |
| Enkel – Omladinac     | 1:5      |
| [ 21 ] [ 22 ]         |          |

| 14. kolo             | 14. kolo |
| -------------------- | -------- |
| 19. svibnja 2019.    |          |
| Maestral – Omladinac | 4:0      |
| Putniković – Rat     | 3:1      |
| Faaron – SOŠK 1919   |          |
| [ 23 ]               |          |

## Najbolji strijelci
Izvor:
Strijelci 10 i više pogodaka: 
15 golova
- Bruno Koludrović ("Faraon")

## Unutrašnje poveznice
- 2. ŽNL Dubrovačko-neretvanska
- 1. ŽNL Dubrovačko-neretvanska 2018./19.

## Vanjske poveznice
- zns-dn.com, Županijski nogometni savez Dubrovačko-neretvanske županije
- zns-dn.com, 2. ŽNL Dubrovačko-neretvanska  Arhivirana inačica izvorne stranice od 3. prosinca 2017. (Wayback Machine)
- markopolosport.net
- sportnet.hr forum, 1. ŽNL Dubrovačko-neretvanska  Arhivirana inačica izvorne stranice od 14. studenoga 2018. (Wayback Machine)